# Partei Rechtsstaatlicher Offensive
El Partei Rechtsstaatlicher Offensive, también conocido como Partido Schill y Offensive D (la "D" significa "Deutschland"/"Alemania") fue un partido político minoritario en Alemania. 

## Historia

### Inicios y éxito en Hamburgo
Fue fundado en julio de 2000 por el juez de Hamburgo Ronald Schill. Utilizó brevemente la sigla PRO, pero le fue prohibido hacerlo después de una denuncia judicial emitida por el partido Pro Deutsche Mitte, cuyo acrónimo también era PRO. Debido a esto la formación adoptó la forma corta oficial de  "Schill" y el partido fue conocido extraoficialmente como Schill-Partei (Partido Schill) entre 2001 y 2003, en honor a su fundador. Las ideologías del partido eran populistas de derecha.
En las Elecciones estatales de Hamburgo de 2001 el partido llegó al tercer lugar y recibió el 19,4% de los votos, obteniendo 25 escaños en el Parlamento de Hamburgo. Entró en una coalición con la Unión Demócrata Cristiana de Alemania (CDU) y el Partido Democrático Libre (FDP), bajo el alcalde Ole von Beust.

### Otras participaciones electorales
Luego de su éxito en Hamburgo, el partido no pudo repetir este triunfo en otras elecciones estatales. Sus únicos resultados relativamente altos los obtuvo en las elecciones estatales de Sajonia-Anhalt de 2002 (4,5%) y en las elecciones estatales de Bremen de 2003 (4,4%). En las otras elecciones estatales en las que participó por lo general no superó el 1% de los votos. En las elecciones federales de 2002 obtuvo el 0,8% (400.476 votos).

### Conflictos internos y decadencia
En agosto de 2003 la coalición gobernante en Hamburgo se rompió, después de que el alcalde Ole von Beust acusara a Schill de extorsión, luego de que este difamara  el rumor sobre una supuesta relación homosexual de von Beust junto al Ministro de Justicia Roger Kusch. Este escándalo provocó que von Beust destituyera a Schill del cargo de Ministro del Interior y que la coalición gobernante perdiera su mayoría en el Parlamento, ya que Schill y otros cinco diputados dejaron el partido y se unieron al Pro Deutsche Mitte.
En diciembre de 2003, el partido decidió expulsar a Schill. En las Elecciones estatales de Hamburgo de 2004 el partido presentó como candidato al sucesor de Schill como Ministro del Interior Dirk Nockemann pero solo alcanzó el 0,4% y no obtuvo escaños. Después de la elección, la mayoría de los miembros dejaron el partido; algunos de ellos se unieron a la CDU. Los miembros que no lo habían abandonado eligieron un nuevo líder, Markus Wagner, y adaptaron como nueva abreviatura Offensive D. Bajo esta abreviación, participaron en las Elecciones federales alemanas de 2005, obteniendo 3338 votos. Por otro lado el partido continuó obteniendo resultados bajos a nivel estatal, los cuales ni siquiera superaron el 0,5%.
El partido fue disuelto en septiembre de 2007 debido a los pobres resultados obtenidos en elecciones y sus problemas financieros. Por aquel entonces el partido también perdió varios miembros, los cuales se trasladaron a otros partidos de derecha como el Partido de Centro.

## Logotipos

2000-2001
2001-2004
2004-2007